# Heinrich Lampe (Politiker, 1773)
Heinrich Lampe (* 1773 in Bremen; † 1825 in Wiesbaden) war ein deutscher Jurist und Bremer Senator. 

## Biografie
Lampe stammte aus einer angesehenen Bremer Familie. Sein Vater war Dr. jur. Heinrich Lampe. Er war in erster Ehe verheiratet mit Gesche Catharine(a) Hanewinkel und in zweiter Ehe mit deren Schwester Maria Sophie Hanewinkel, beide Töchter des Bremer Ratsherrn und Juristen Dr. Christian Hanewinkel, verheiratet.
Er studierte Rechtswissenschaften und promovierte zum Dr. jur. Er war danach viele Jahre Sekretär am Obergericht in Bremen. 1818 wurde er zum Senator in den Senat der Freien Hansestadt Bremen gewählt, ein Amt, das er bis 1825, seinem frühen Tod, ausübte. Er galt als sehr vermögend. 1821 leitete er zudem die Direction des Civilstandsbureaux in Bremen.